# Image Space Incorporated
Image Space Incorporated (ISI) es un desarrollador de videojuegos  independiente con sede en Ann Arbor, Michigan, especializado en los campos del desarrollo de videojuegos, man-in -the-loop arquitecturas de simulador, generación de imagen de computadora e integración de sistemas de entretenimiento.
ISI fue fundada originalmente por Kurt Kleinsorge, quien agregó socios Joseph Campana y Gjon Camaj. ISI comenzó con el desarrollo de simuladores de vehículos utilizados para entrenamiento militar. Han trabajado en muchos tipos diferentes de software, pero han centrado la mayor parte de su tiempo de desarrollo a lo largo de los años en juegos de carreras y simuladores de carreras.
ISI también desarrolló el motor de juego ISImotor, que se utiliza para crear muchos juegos de carreras como GT Legends, GTR 2, ARCA Sim Racing '08, Race 07, y otros. ISI no ha lanzado juegos para ninguna consola; Shadowgate Rising estaba en desarrollo, pero finalmente se canceló. Sports Car GT para la PlayStation fue desarrollado por otra empresa Point of View y todos los juegos de EA de Fórmula 1 para consolas fueron desarrollados por Visual Science.

## Videojuegos
| Título                             | Fecha de lanzamiento                    | Género                         | Plataforma     |
| ---------------------------------- | --------------------------------------- | ------------------------------ | -------------- |
| Zone Raiders                       | 30 de noviembre de 1995                 | Combate vehicular              | Windows        |
| Sports Car GT                      | 30 de abril de 1999                     | Simulador de carreras          | Windows        |
| Trazer                             | 2000                                    | Exergaming                     |                |
| Shadowgate Rising                  | Cancelado                               | Aventura                       | Nintendo 64    |
| F1 2000                            | 31 de marzo de 2000                     | Sim racing                     | Windows        |
| F1 Championship Season 2000        | 6 de diciembre de 2000                  | Simulador de carreras          | Windows        |
| Hot Rod Monster Squad              | 2001                                    | Arcade racing                  | Windows        |
| F1 2001                            | 28 de septiembre de 2001                | Simulador de carreras          | Windows        |
| F1 2002                            | 7 de junio de 2002                      | Simulador de carreras          | Windows        |
| NASCAR Thunder 2003                | 19 de septiembre de 2002                | Simulador de carreras          | Windows        |
| F1 Challenge '99-'02               | 24 de junio de 2003                     | Simulador de carreras          | Windows        |
| NASCAR Thunder 2004                | 16 de septiembre de 2003                | Simulador de carreras          | Windows        |
| rFactor                            | 31 de agosto de 2005                    | Simulador de carreras          | Windows        |
| rFactor Pro                        | 2008                                    | Simulador de carreras software | Cross-platform |
| Superleague Formula 2009: The Game | 31 de octubre de 2009                   | Simulador de carreras          | Windows        |
| rFactor 2                          | 10 de enero de 2012 (Open Beta Release) | Simulador de carreras          | Windows        |